# Corvisart (metropolitana di Parigi)
Corvisart è una stazione della metropolitana di Parigi sulla linea 6, sita nel XIII arrondissement di Parigi.

## La stazione
La stazione venne aperta nel 1906 ed è intitolata a Jean-Nicolas Corvisart Des Marets (1755-1821) che fu il medico personale di Napoleone (che lo nominò Premier Médecin de l'Empereur), specializzato in pneumologia e cardiologia.

## Interconnessioni
- Bus RATP - 57, 67